# Ford C1-platform

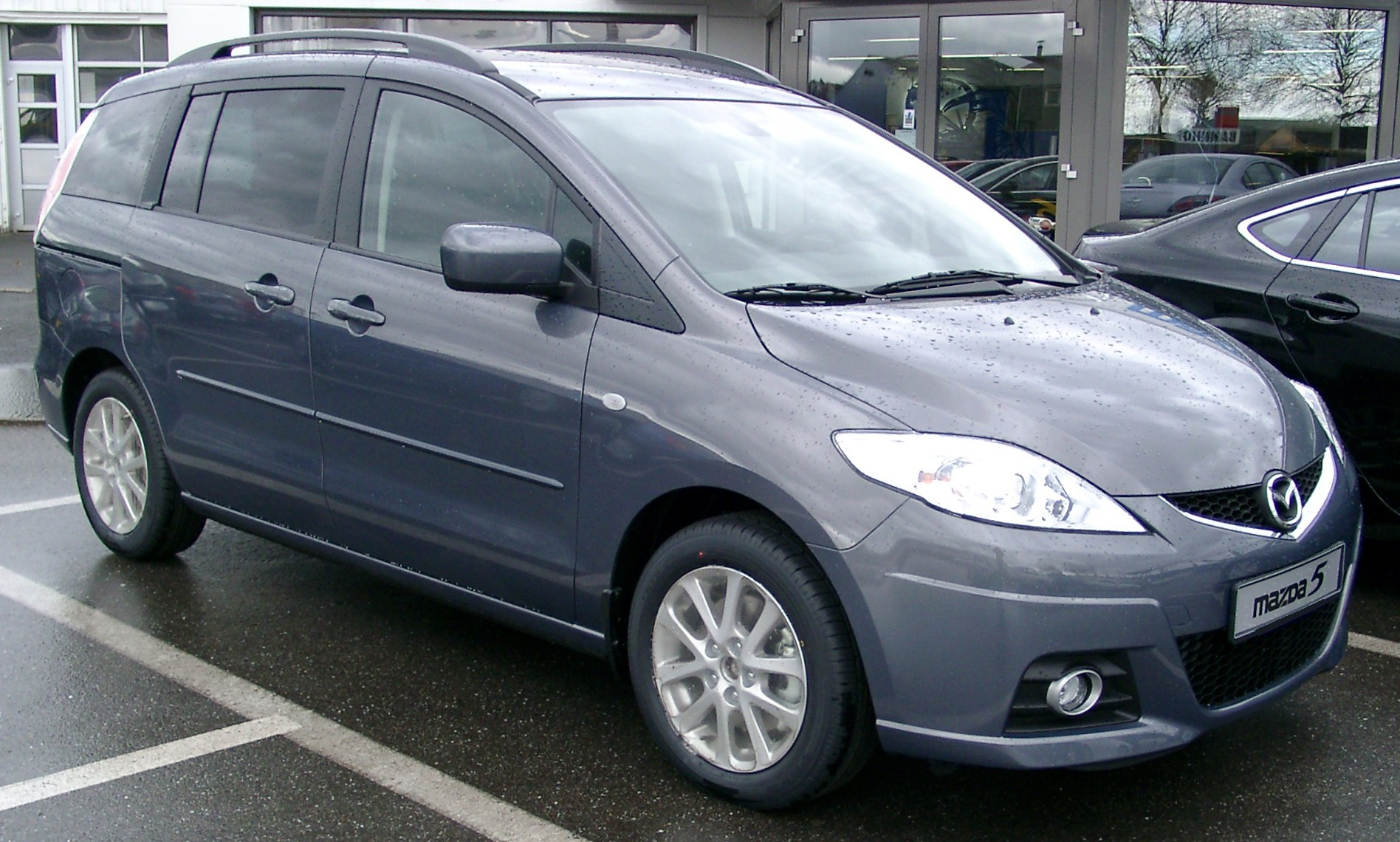
Mazda5

Het Ford C1-platform (staat voor "Compact-class") is het platform van Ford voor de compacte auto klasse. Het vervangt het C170-platform van Ford en het BJ platform van Mazda. Het C1-platform debuteerde met de Europese Ford C-MAX compacte MPV begin 2004. Het platform is ontwikkeld voor zowel voor- als vierwielaandrijving. Dit platform is bij Volvo gekend als Volvo P1-platform.
Het C-platform is ontwikkeld in Keulen, Duitsland, onder de naam "C Technologies Program". Dertig ingenieurs van Ford, Mazda en Volvo hebben samengewerkt bij de ontwikkeling. Dit gaf de mogelijkheid om de kracht van de verschillende fabrikanten te combineren: Volvo op het gebied van veiligheid, Mazda op het gebied van de stijfheid van de koets en Ford op het gebied van wegligging.

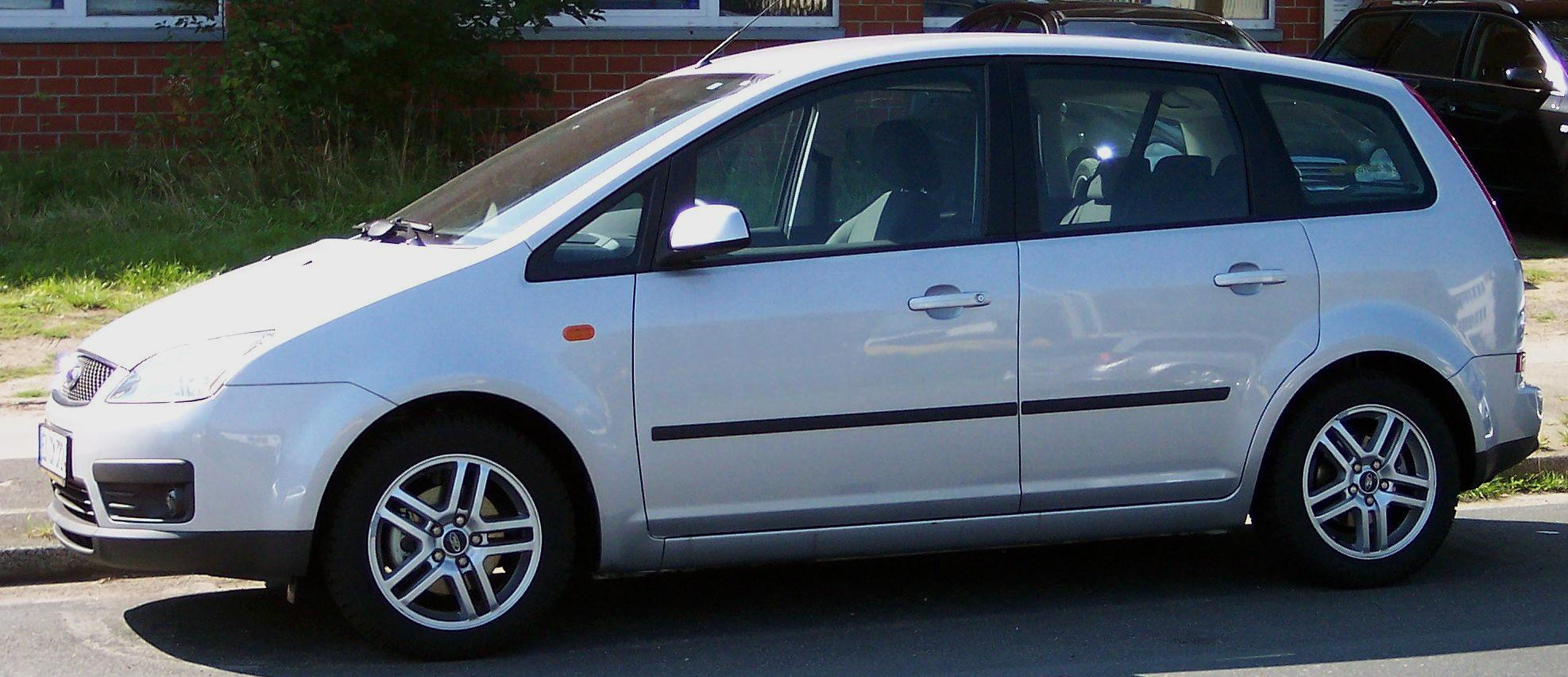
Ford Focus C-MAX

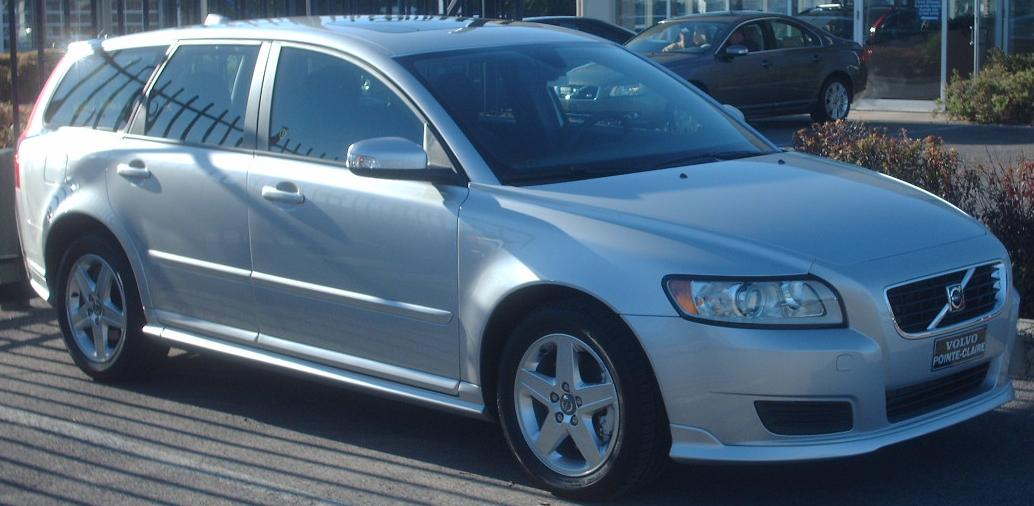
Volvo V50

Het C1-platform is verlengd tot het EUCD-platform, dat staat voor: EUropa, C en D klasse. Dit wordt gebruikt in grotere modellen zoals de Ford Mondeo, de Volvo S60 II, Volvo V60, Volvo V70 III en de Volvo S80 II.
Alle auto's gebaseerd op dit model delen de voor- en achtersubframes, vering, stuurinrichting, reminrichting, veiligheidsystemen en elektrische installatie.

## Modellen
De volgende modellen maken gebruik van het platform:
- 2003 – Ford C-MAX (eerste model op dit platform)
- 2004 – Mazda 3 (code naam BK)
- 2005 – Ford Focus (niet de Amerikaanse versie deze blijven tot en met 2009 het oude C170-platform gebruiken)
- 2004 – Volvo S40 sedan (code naam P11)
- 2004 – Volvo V50 station wagon (code naam P12)
- 2006 – Mazda 5
- 2006 – Volvo C70 coupe/cabriolet (code naam P15)
- 2007 – Volvo C30 (code naam P14)
- 2008 – Ford Kuga
- 2010 – Ford Focus (wereldwijd)
- 2013 – Ford Escape / Ford Kuga
- 2013 – Ford Transit Connect
- 2015 – Ford Escort (China)
- 2015 – Lincoln MKC